# Franz Lenze (Manager)

Franz Lenze

Franz Lenze (* 5. November 1878 in Düren; † 12. November 1937 in Nauen) war ein deutscher Chemieingenieur, Industriemanager und Pionier der Ferngasversorgung.

## Leben und Wirken
Franz Lenze wurde als Sohn des städtischen Gaswerksdirektors Philipp Lenze und dessen Ehefrau Maria Elisabeth Lenze geb. Hülster in Düren geboren. Nach dem Schulbesuch studierte er Maschinenbau und Chemie an der Technischen Hochschule Karlsruhe und erwarb dort 1903 den akademischen Grad eines Diplom-Ingenieurs. Danach sammelte er erste berufliche Erfahrungen bei der Thüringer Gasgesellschaft in Niedersedlitz bei Dresden. 1906 wechselte er zum Gas- und Wasserwerk der Stadt Mülheim an der Ruhr, wo der Unternehmer August Thyssen auf ihn aufmerksam wurde. Als Oberingenieur und Mitgeschäftsführer der Wasserwerk Thyssen & Cie. GmbH formte der Kokereifachmann aus den Gas- und Wasserversorgungsbetrieben des Konzerns das erste deutsche Ferngasversorgungsunternehmen, die Thyssensche Gas- und Wasserwerke GmbH.
Daneben betätigte sich Lenze auch als Erfinder. Seine beiden wichtigsten Patente waren die mit Andreas Borchardt entwickelte Tiefkühlung zur Entfernung von Naphthalin, Ammoniak und Wasserdampf aus Kohledestillationsgasen sowie das Turmreinigungsverfahren für Kokereigas (Verfahren Lenze), das die trockene Gasreinigung rationeller und preiswerter machte. 1931 wurde Franz Lenze von der Technischen Hochschule Karlsruhe in Anerkennung seiner Verdienste um die Kohlenweiterverarbeitung die Ehrendoktorwürde verliehen. Vom Verein der Deutschen Gas- und Wasserfachleute erhielt Lenze die Bunsen-Pettenkofer-Ehrentafel. Lenze war zudem Mitglied im Kuratorium des 1912 gegründeten Kaiser-Wilhelm-Instituts für Kohlenforschung in Mülheim an der Ruhr.
Franz Lenze wohnte in dem von August Thyssen 1890 erworbenen Schloss Styrum in Mülheim-Styrum und saß von 1919 bis 1933 als Abgeordneter der Zentrumspartei in der Mülheimer Stadtverordnetenversammlung. Nach der Auflösung dieses Gremiums durch die Nationalsozialisten amtierte er von 1934 bis 1935 als ernannter städtischer Ratsherr. Von 1920 bis zur Auflösung 1933 war er Abgeordneter im Rheinischen Provinziallandtag.
Während einer Dienstreise nach Berlin verunglückte Lenze im November 1937 auf einer Landstraße bei Nauen im Havelland und starb am Tag darauf an den Folgen. Begraben wurde er auf dem katholischen Friedhof in Duisburg-Hamborn.
Der Schacht 1 der Zeche Walsum wurde nach ihm benannt.

## Weitere Quellen
- ThyssenKrupp Konzernarchiv (Duisburg): A/1786.
- Archiv der Stiftung für Industriegeschichte Thyssen (Duisburg): NROE/46
- Stadtarchiv Mülheim an der Ruhr: Bestände 1211, 1290 und 1550